# Die Zeiger der Uhr
Die Zeiger der Uhr ist ein deutschsprachiger Song, mit dem Margot Eskens für Deutschland beim Eurovision Song Contest 1966 antrat.

## Entstehung und Inhalt
Die Musik von Die Zeiger der Uhr wurde von Walter Dobschinski komponiert, der Text stammt aus der Feder von Hans Bradtke. Es handelt sich um eine Ballade, die von den Gefühlen der Protagonistin beim Lesen alter Liebesbriefe und beim Anschauen von Fotos aus einer vergangenen Beziehung handelt. Jedoch drehen sich die Zeiger der Uhr immer „vorwärts, vorwärts und nie zurück“.

## Grand Prix
Das Lied erhielt die Startnummer eins und eröffnete somit den Wettbewerb. Dirigent war Willy Berking. Der Song erhielt sieben Punkte, davon fünf aus der Schweiz und je einen Punkt aus Belgien und Italien. Damit belegte der Titel den zehnten Platz (in einem Feld von 18 Teilnehmern).